# جیاکوب سروتو

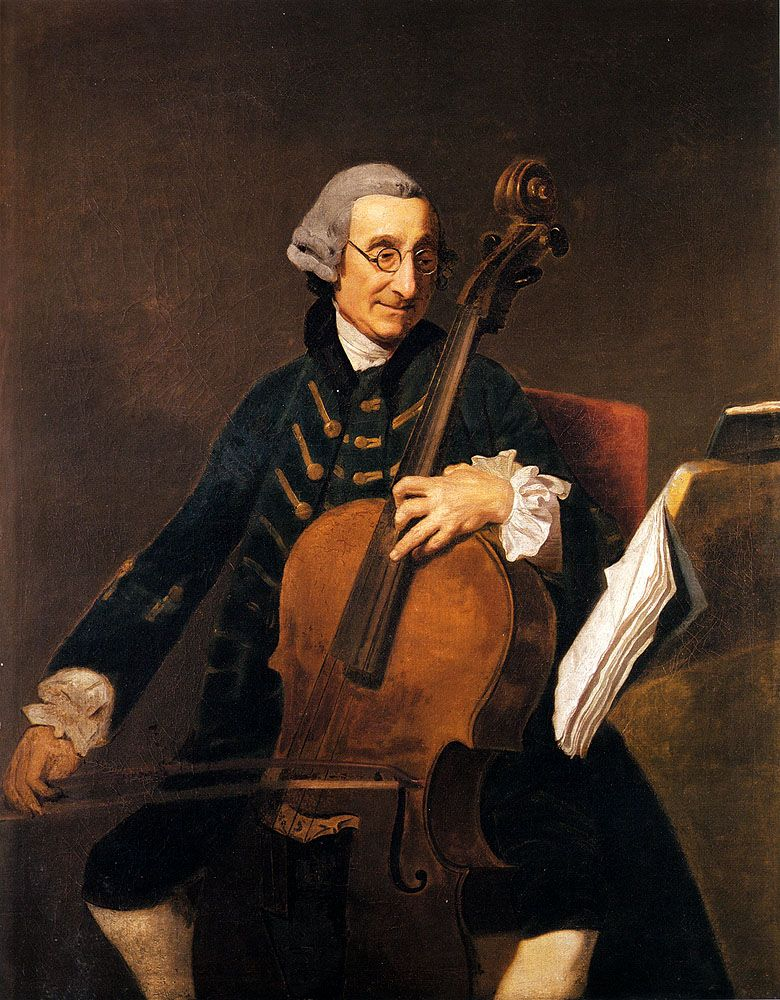
پرتره ای از جیاکوب سروتو نوسط یوهان زوفانی، ۱۷۸۰

جیاکوب باسوی، معروف به جیاکوب سروتو  (۱۶۸۰ -  ۱۷۸۳)  یک موسیقیدان یهودی انگلیسی-ایتالیایی بود. او همچنین نوازنده برجسته ویولن سل و آهنگساز ویولن سل در قرن ۱۸ نیز بود که در انگلستان زندگی میکرد.

## زندگینامه
با توجه به کتاب فرهنگ بیوگرافی ایتالیایی ها، اطلاعات کمی در مورد زندگی اولیه او وجود دارد، اما تصور می شود که او در شمال ایتالیا به دنیا آمده است.
برنی از او به عنوان "ونیزی" یاد کرد.
فرهنگ لغت پالگریو، تاریخ انگلیسی-یهودی زادگاه او را ورونا می‌داند.

### مرگ
او در سن ۱۰۱ سالگی در مغازه انفیه فروشی فریبورگ در های مارکت لندن درگذشت. 
در وصیت نامه خود که در آن ثروت قابل توجهی به مبلغ ۲۰ هزار پوند بود برای پسرش به جا گذاشت، او همچنین تأکید کرد که او باید طبق آداب کلیسای انگلستان دفن شود.

## آثار برگزیده
- شش سونات یا سه گانه اپوس. ۱ (۱۷۴۱)
- دوازده سونات برای ویولن سل، (حدود ۱۷۵۰)
- هشت سولو برای فلوت آلمانی اپوس ۳ (۱۷۵۷)
- دومین سه گانه برای دو ویولن و ویولن سل (۱۷۵۸)